# Hexagon (label)
 (janvier 2023).
Pour les articles homonymes, voir Hexagon.
Hexagon est un label discographique de musique électronique fondé par le disc jockey néerlandais Don Diablo en 2015.
En 2019, le label se détache de Spinnin' Records pour être représenté par la FUGA Aggregation.
À partir de fin 2019, le label s'étend en créant ses propres sous label comme GenerationHEX ou Future, et en permettant à des artistes de créer leur label via Hexagon comme King Arthur avec "Bring The Kingdom", Dropgun avec "Prophecy" et RetroVision avec "Time Machine".

## Quelques artistes
- Don Diablo
- Dropgun
- Stadiumx
- Swanky Tunes
- Lush & Simon
- J-Trick
- Mike Mago
- MOTi
- Sam Feldt
- Steve Aoki
- Tom & Jame